# Proudy lásky
Proudy lásky (v originále Love Streams) je americký hraný film z roku 1984, který natočil režisér John Cassavetes jako svůj poslední autorský film. Scénář napsal spolu s Tedem Allanem podle Allanovy stejnojmenné divadelní hry. Hlavní roli spisovatele v něm ztvárnil sám Cassavetes, jeho sestru, která se k němu po rozvodu nastěhuje, hraje jeho manželka Gena Rowlands. Jejího (bývalého) manžela ztvárnil Seymour Cassel, který – stejně jako Gena Rowlands a několik dalších – hrál i ve starších Cassavetesových filmech. Menší roli měl také Cassavetesův švagr David Rowlands, stejně jako jeho dcera Alexandra. Hlavní roli měl původně hrát Jon Voight, který ji ztvárnil v předloze. Hudbu složil Cassavetesův dlouholetý spolupracovník Bo Harwood. Velká část filmu byla natočena v Cassavetesově vlastním domě. Během natáčení rovněž vznikl hodinový dokumentární film I'm Almost Not Crazy: John Cassavetes, the Man and His Work. Snímek měl premiéru na Mezinárodním filmovém festivalu v Berlíně, kde získal Zlatého medvěda. BBC snímek zařadila na 63. místo 100 nejlepších amerických filmů.

## Děj
Sarah Lawsonová, která se rozvádí s manželem a dcerou unavenými jejími neustálými citovými výlevy, navštěvuje svého bratra Roberta Harmona, alkoholického playboye a spisovatele, který udržuje vztah se Susan, profesionální zpěvačkou, ačkoli se pečlivě vyhýbá jakýmkoli skutečným citovým závazkům. Roberta navštíví jeho bývalá manželka, která ho donutí, aby se na čtyřiadvacet hodin postaral o jejich osmiletého syna, kterého nikdy neviděl.
Robertův syn je zděšen hédonistickým, dekadentním a sukničkářským světem svého otce a po nočním výletu do Las Vegas plném hazardu a prostitutek prosí, aby ho vzal domů. Po vysazení je Robert zmlácen chlapcovým nevlastním otcem, načež mu syn vyzná lásku k Robertovi.
Robert z místa činu uteče a vrací se domů, aby se postaral o svou sestru, "nejlepší kamarádku". Sarah se s jistým úspěchem snaží omezit nihilistickou sebedestrukci Robertova života a zároveň se vyrovnat s vlastní depresí a rozvodem. Pořídí mu několik zvířat v naději, že jim bude moci věnovat svou lásku, a Robert bojuje mezi intenzivní touhou chránit svou sestru a výzvou přijmout její svobodu jako nutnou daň za lásku. Nakonec, po bizarním snu o tom, že je v opeře se svým manželem a dcerou, se Sarah cítí připravena vrátit se do života a možná i získat zpět svou rodinu, nebo také ne. Odchází z domu uprostřed bouře, zatímco Robert se na ni tak trochu smutně dívá. Má halucinace, že jeden ze psů, které mu dala, se proměnil v nahého muže a mává na něj.